# Johnnie Wright

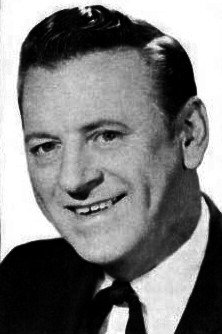
Johnnie Wright, 1964

Johnnie Robert Wright Jr. (* 13. Mai 1914 in Mount Juliet, Tennessee; † 27. September 2011 in Madison, Tennessee), bekannt als Johnnie Wright, war ein US-amerikanischer Country-Musiker. Zusammen mit Jack Anglin bildete er in den 1940er- und 1950er-Jahren das sehr erfolgreiche Duo Johnnie and Jack. Er war Gatte und Manager der zeitgleich ebenfalls populären Kitty Wells.

## Leben und Karriere
Wright wurde geboren als Sohn einer Farmerfamilie in der Kleinstadt Mount Juliet in der Nähe von Nashville. Für eine örtliche Radiostation sang er schon im Alter von 20 Jahren des Öfteren gemeinsam mit seiner Schwester Louise Wright und seiner Frau Muriel Deason, die ihm den Künstlernamen Kitty Wells verdankt. 1938 begegnete er erstmals dem Country-Sänger Jack Anglin, der nur wenig später Louise heiratete. Aus ihnen bildete sich eine vierköpfige Musikergruppe.
Als Anglin 1946 von seinem Dienst bei der Armee zurückkehrte, gründete er mit Wright das Duo Johnnie and Jack, mit dem sie kommerziell erfolgreich wurden. Nach einem Autounfall, bei dem Anglin ums Leben kam, war Wright dazu gezwungen, seine Karriere zuerst mit seiner Band The Tennessee Mountain Boys, später als Solokünstler fortzuführen. Ein großer Hit in den Vereinigten Staaten gelang ihm später mit Hello Vietnam. Der Titel belegte über mehrere Wochen den ersten Platz der amerikanischen Country-Charts und wurde später als Titelsong für den Antikriegsfilm Full Metal Jacket verwendet.

## Privates
Mit seiner Frau hatte Wright zwei Töchter, Carol Sue (* 1941) und Ruby (1939–2009), und einen Sohn, Bobby (* 1942). Diese konnten als Musiker nicht an die Erfolge ihrer Eltern anknüpfen.

## Diskografie

### Soloalben (Auswahl)
- Hello Vietnam (1965)
- Country Music Special (1966)
- Country… The Wright Way (1967)
- Sings Country Favorites (1968)

### Mit Kitty Wells (Auswahl)
- We’ll Stick Together (1968)
- Sing Heartwarming Gospel Songs (1972)